# Nadezhda Marilova
Nadezhda Nikoláievna Marilova, en Ruso:Надежда Николаевна Марилова (nacida el 22 de noviembre de 1966 en Tiumén, Rusia) es una exjugadora de baloncesto rusa. Consiguió 2 medallas en competiciones internacionales con Rusia.